# Joué-lès-Tours
Joué-lès-Tours je jugozahodno predmestje Toursa in občina v osrednjem francoskem departmaju Indre-et-Loire, regije Center. Leta 2009 je naselje imelo 36.000 prebivalcev.

## Geografija
Kraj leži v pokrajini Touraine južno od reke Cher, ki ga deli od mesta Tours; je njegovo največje predmestje.

## Uprava
Joué-lès-Tours je sedež dveh kantonov:
- Kanton Joué-lès-Tours-Jug (del občine Joué-lès-Tours: 18.236 prebivalcev),
- Kanton Joué-lès-Tours-Sever (del občine Joué-lès-Tours: 17.600 prebivalcev).

Oba kantona sta sestavna dela okrožja Tours.

## Zgodovina
Naselbina je bila ustanovljena v 6. stoletju pod imenom Jocondiacum.
Leta 1964 je del občine absorbiral Tours (sedanji četrti Deux-Lions in Bergeonnerie).

## Zanimivosti
- cerkve sv. Petra in Pavla, sv. Jožefa, Marijinega oznanjenja in Marije, matere Miru.

## Pobratena mesta
- Citta di Castello (Umbrija, Italija),
- East Ayrshire (Združeno kraljestvo),
- Hechingen (Baden-Württemberg, Nemčija),
- Kilmarnock (Škotska, Združeno kraljestvo),
- Ogre (Latvija),
- Santa Maria da Feira (Portugalska).